# Georgiana Archer
Georgiana Archer (* 27. September 1827 in Edinburgh; † 21. November 1882 in Montreux) 
war eine in Berlin tätige schottische Lehrerin und Gründerin von Instituten und Vereinigungen für Bildung und Heilberufe.

## Leben und Wirken

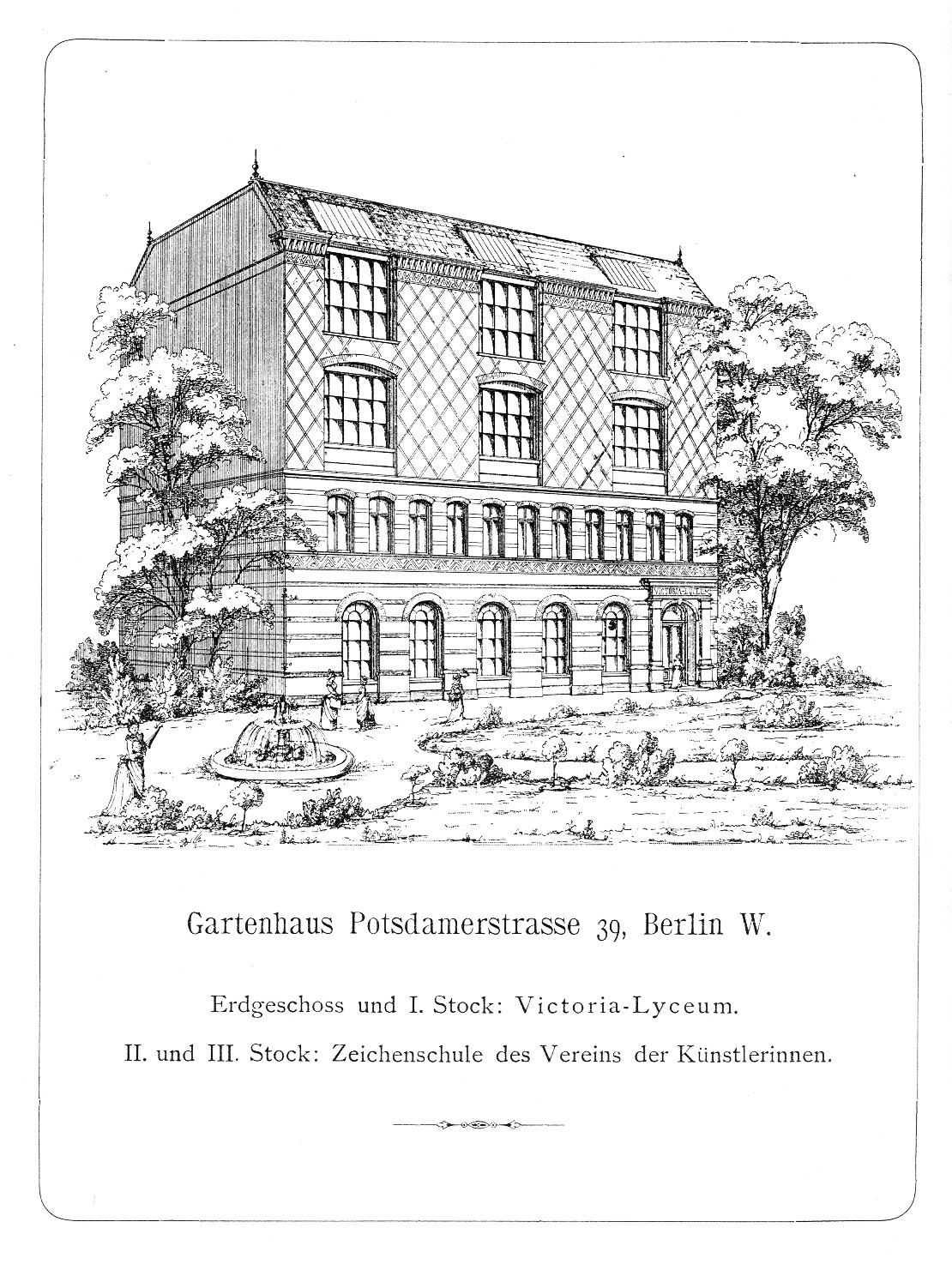
Das Victoria-Lyceum und die Zeichenschule des Vereins der Berliner Künstlerinnen in Berlin, 1893

Georgiana Archer wurde am 27. September 1827 im schottischen Edinburgh als Tochter eines Arztes altsächsischer Herkunft geboren. Ihre Mutter, eine geborene Gregory, entstammte dem keltischen Geschlecht McGregor. Mit vierzehn Jahren wurden sie und ihre vier Geschwister, von denen der Älteste, der 20-jährige Bruder, angehender Maler war, zu Vollwaisen. In der Folgezeit kümmerte er sich um seine jüngeren Geschwister und wurde später zu einem angesehenen Historien- und Portraitmaler Englands.
Mit ihrer Schwester Sarah besuchte Georgiana Archer zunächst eine Privatschule in Edinburgh. Kurze Zeit war sie als Haushaltshilfe und Erzieherin der Kinder einer kranken Dame tätig und verbrachte dann einem kurzen Aufenthalt bei einer Tante in Edinburgh. Nachdem ihr bewusst geworden war, wie mangelhaft und ihre bisherige Erziehung gewesen war, folgte sie im Jahre 1851 ihrem Wunsch nach wissenschaftlicher Ausbildung und ging zu diesem Zwecke nach Deutschland, und zwar nach Lüneburg, wohin ihre Schwester ihr folgte. Beide nahmen Unterricht beim Gymnasiallehrer Dr. Schuster, dem späteren Direktor des Realgymnasiums in Hannover (1882). Ihre Schwester Sarah hatte sich 1853 mit Schuster vermählt. Als dieser nach Klausthal versetzt wurde, folgte sie beiden, blieb dort einige Zeit, kehrte nach Edinburgh zurück, um sich dann aber 1857 auf Dauer in Berlin niederzulassen.
Miss Archer war in den gebildeten Familien Berlins bald eine gesuchte Lehrerin, die es sich zur Aufgabe gemacht hatte, die Interessen ihrer Heimat mit ihrer Wahlheimat zu verknüpfen. Unter ihrer aktiven Mitwirkung wurde die deutsch-englische Gesellschaft gegründet. Die Kronprinzessin Victoria übertrug ihr den Unterricht ihrer Töchter in der englischen Sprache.
Im Jahre 1882 musste sie ihre Vorlesungen am Lyzeum aus gesundheitlichen Gründen einstellen, die Ärzte schickten sie zunächst nach Godesberg, später nach Pyrmont und schließlich nach Montreux, wo sie am 21. November 1882 starb.  Ihre letzte Ruhestätte fand sie in Territet nahe der englischen Kirche.

### Victoria-Lyzeum
1869 gründete Georgiana Archer das Victoria-Lyzeum, eine Höhere Mädchenschule zur Erweiterung der wissenschaftlichen Bildung der Frauen aus besseren Ständen, das auch als Vorbereitung für das Universitätsstudium der Frau dienen sollte. Sie selbst suchte die Männer aus, die ihrer Meinung nach zum Vorstand der Einrichtung gehören sollten, und diejenigen, die sie als Lehrkräfte für das Haus gewinnen wollte. Es gelang ihr, Koryphäen aus der Wissenschaft, Kunst und Literatur für die Lehre an dem Lyzeum zu gewinnen.
Unter ihrer Leitung wurde das Victoria-Lyzeum am 14. Januar 1869 eröffnet. Von zunächst 70 Schülerinnen in vier Vorlesungen entwickelte sie das Haus bis zu ihrem Tode auf 900 Schülerinnen in 27 verschiedenen Kursen im Wintersemester 1882.
Zu den renommierten Schülerinnen der Lehranstalt gehörte die Feministin und Suffragette Anita Augspurg.

### Weitere Leistungen
Georgiana  Archer gründete in Berlin den Verein für häusliche Gesundheitspflege sowie den Sanitätsverein für Lehrerinnen, durch die nach ihrem Tod errichtete „Miß Archer-Stiftung“ wurden kranken Lehrerinnen Badereisen ermöglicht.